# 500px

500px的舊標誌

500px是一個加拿大的線上攝影社區。

## 历史
500px最初在2003年建立，於2009年萬聖節由Oleg Gutsol和Evgeny Tchebotarev成立公司進行商業化運營。參與者可以在此站分享和发现照片作品，寻找优秀的摄影人才，找到志同道合的朋友。网站提供有免费和付费两种账户，摄影师可以在这里出售自己的照片，喜欢的用户可以进行购买。相較於flickr，500px更爲注重于图片品质而不是数量。截止至2018年1月，500px的註冊使用者數量達到了1,300萬。
2018年2月26日，500px被视觉中国全資收購，成爲視覺中國的全資子公司。

## 参考

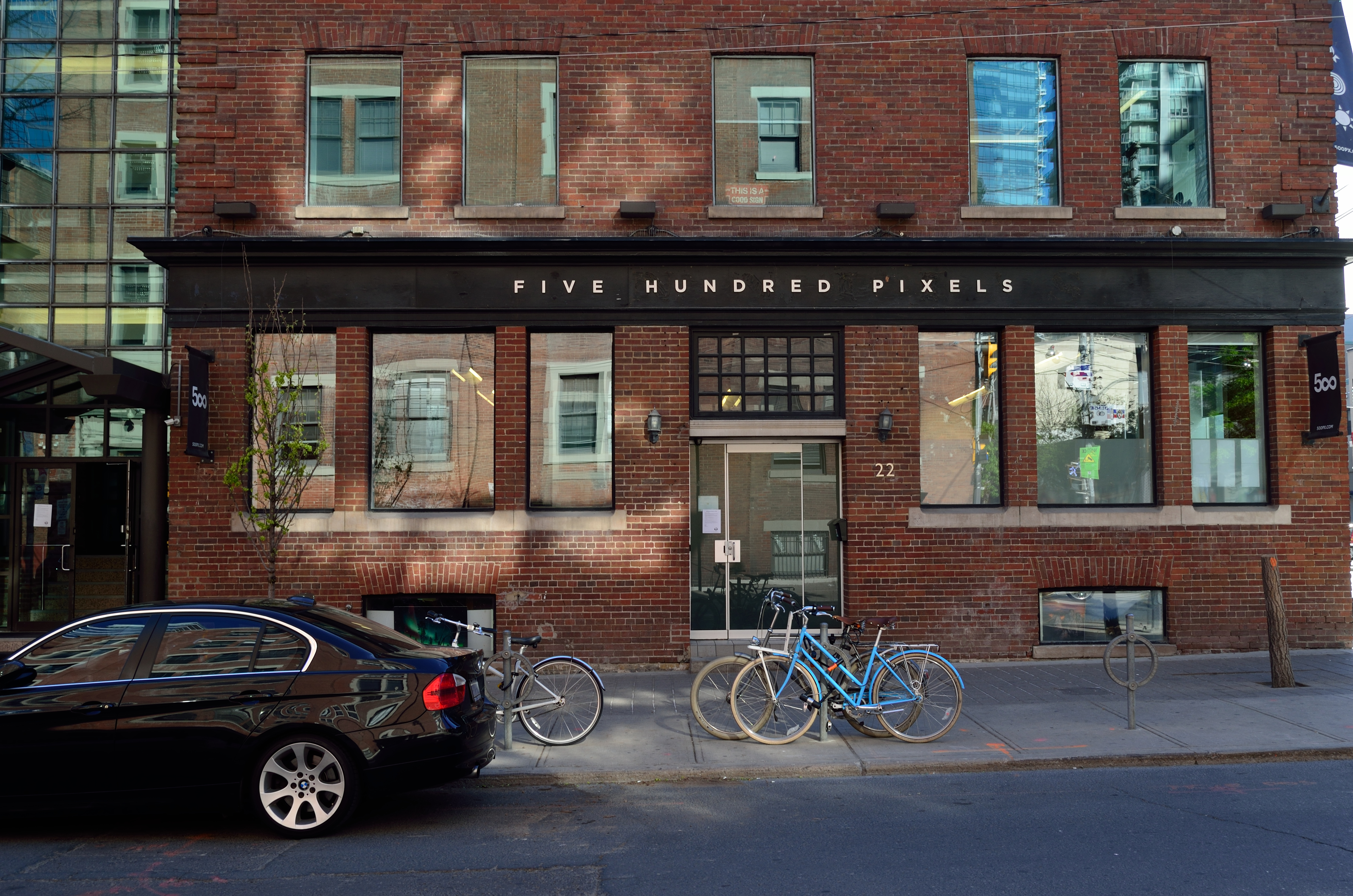
500px 總部